# Geolycosa cyrenaica
Geolycosa cyrenaica este o specie de păianjeni din genul Geolycosa, familia Lycosidae. A fost descrisă pentru prima dată de Simon, 1908. Conform Catalogue of Life specia Geolycosa cyrenaica nu are subspecii cunoscute.